# Demo (revista)
Demo fue una revista musical peruana dedicada a la cobertura del acontecer nacional e internacional de diversos géneros musicales.
Su nombre derivó de una de las secciones principales de la revista llamada El Demo, centrada en la publicación de un artículo sobre una banda local nueva seleccionada por el área de redacción tras escuchar sus grabaciones, que por lo general eran demos enviados a la revista físicamente o bien, mediante correo electrónico. 

De periodicidad generalmente bimestral, Demo se distribuyó gratuitamente desde agosto del 2005 con su "edición cero" vía repartición directa en diversos puntos de la ciudad de Lima, principalmente universidades. El 4 de marzo del año siguiente se organizó el Primer Festival Demo Rock contando con presentaciones de nuevas bandas locales, las cuales en su mayoría enviaron sus audios a la revista y aparecieron en la sección El Demo. Tras varios números, para el año 2007 se decide editar la publicación bajo un precio de venta, contando con puntos fijos de distribución (quioscos, librerías y discotiendas locales), un servicio de suscripción y una web oficial. A mediados del 2008, Demo empieza a editar sus artículos a través de internet, convirtiéndose para finales de ese año en una publicación musical digital. Finalmente, para abril del año 2013, la revista cerró su publicación en línea.

## Ediciones Impresas
- Edición # 00 (agosto de 2005) > Sonic Youth en portada.
- Edición # 01 (noviembre de 2005) > Pearl Jam en portada.
- Edición # 02 (enero de 2006) > Bob Dylan en portada.
- Edición # 03 (marzo de 2006) > The Band en portada.
- Edición # 04 (mayo de 2006) > Radiohead en portada.
- Edición # 05 (agosto de 2006) > Alice In Chains en portada.
- Edición # 06 (octubre de 2006) > Syd Barrett en portada.
- Edición # 07 (diciembre de 2006) > George Harrison en portada.
- Edición # 08 (abril de 2007) > The White Stripes en portada.
- Edición # 09 (abril de 2008) > Kings of Leon en portada.

- Datos: Q5802217